# Diocesi di Pontoise
La diocesi di Pontoise (in latino Dioecesis Pontisarensis) è una sede della Chiesa cattolica in Francia suffraganea dell'arcidiocesi di Parigi. Nel 2021 contava 879.770 battezzati su 1.210.640 abitanti. È retta dal vescovo Benoît Bertrand.

## Territorio
La diocesi comprende il territorio del dipartimento francese della Val-d'Oise.
Sede vescovile è la città di Pontoise, dove si trova la cattedrale di San Maclovio. Ad Argenteuil si trova la basilica minore di San Dionigi.
Il territorio si estende su 1.249 km² ed è suddiviso in 53 parrocchie, raggruppate in 5 decanati: Nord-Est, Centre, Sud-Est, Cergy-Pontoise e Pays du Vexin.

## Storia
La diocesi è stata eretta il 9 ottobre 1966 con la bolla Qui volente Deo di papa Paolo VI, ricavandone il territorio dalla diocesi di Versailles. La diocesi, suffraganea dall'arcidiocesi di Parigi, copre il territorio del dipartimento della Val-d'Oise, istituito dal governo francese con la legge del 10 luglio 1964 e comprensivo della parte settentrionale del precedente dipartimento di Seine-et-Oise.
La cattedrale è l'antica chiesa di San Maclovio, costruita in forme gotiche verso la metà del XII secolo.

## Cronotassi dei vescovi
Si omettono i periodi di sede vacante non superiori ai 2 anni o non storicamente accertati.
- André Rousset † (9 ottobre 1966 - 19 novembre 1988 dimesso)
- Thierry Romain Camille Jordan (19 novembre 1988 succeduto - 20 luglio 1999 nominato arcivescovo di Reims)
- Hervé Jean Luc Renaudin † (30 novembre 2000 - 18 gennaio 2003 deceduto)
- Jean-Yves Riocreux (5 maggio 2003 - 15 giugno 2012 nominato vescovo di Basse-Terre)
- Stanislas Lalanne (31 gennaio 2013 - 4 giugno 2024 ritirato)
- Benoît Bertrand, dal 4 giugno 2024

## Statistiche
La diocesi nel 2021 su una popolazione di 1.210.640 persone contava 879.770 battezzati, corrispondenti al 72,7% del totale.
| anno | popolazione | popolazione | popolazione | presbiteri | presbiteri | presbiteri | presbiteri                | diaconi | religiosi | religiosi | parrocchie |
| anno | battezzati  | totale      | %           | numero     | secolari   | regolari   | battezzati per presbitero | diaconi | uomini    | donne     | parrocchie |
| ---- | ----------- | ----------- | ----------- | ---------- | ---------- | ---------- | ------------------------- | ------- | --------- | --------- | ---------- |
| 1970 | ?           | 750.000     | ?           | 354        | 275        | 79         | ?                         |         | 79        | 488       | 205        |
| 1980 | 600.000     | 902.000     | 66,5        | 246        | 159        | 87         | 2.439                     | 1       | 91        | 432       | 206        |
| 1990 | 800.000     | 1.004.000   | 79,7        | 216        | 128        | 88         | 3.703                     | 7       | 101       | 388       | 205        |
| 1999 | 829.000     | 1.115.000   | 74,3        | 178        | 100        | 78         | 4.657                     | 13      | 110       | 336       | 194        |
| 2000 | 820.000     | 1.115.001   | 73,5        | 168        | 90         | 78         | 4.880                     | 13      | 110       | 336       | 194        |
| 2001 | 820.000     | 1.103.801   | 74,3        | 163        | 93         | 70         | 5.030                     | 14      | 101       | 273       | 194        |
| 2002 | 829.000     | 1.103.800   | 75,1        | 171        | 95         | 76         | 4.847                     | 15      | 98        | 270       | 194        |
| 2003 | 829.000     | 1.103.801   | 75,1        | 167        | 93         | 74         | 4.964                     | 17      | 93        | 260       | 194        |
| 2004 | 829.000     | 1.103.801   | 75,1        | 164        | 87         | 77         | 5.054                     | 21      | 96        | 244       | 194        |
| 2013 | 860.600     | 1.185.379   | 72,6        | 184        | 116        | 68         | 4.677                     | 27      | 83        | 116       | 194        |
| 2016 | 861.102     | 1.184.957   | 72,7        | 168        | 113        | 55         | 5.125                     | 30      | 71        | 99        | 204        |
| 2019 | 877.580     | 1.207.600   | 72,7        | 167        | 119        | 48         | 5.254                     | 30      | 52        | 110       | 54         |
| 2021 | 879.770     | 1.210.640   | 72,7        | 196        | 149        | 47         | 4.488                     | 29      | 60        | 118       | 53         |

## Galleria d'immagini

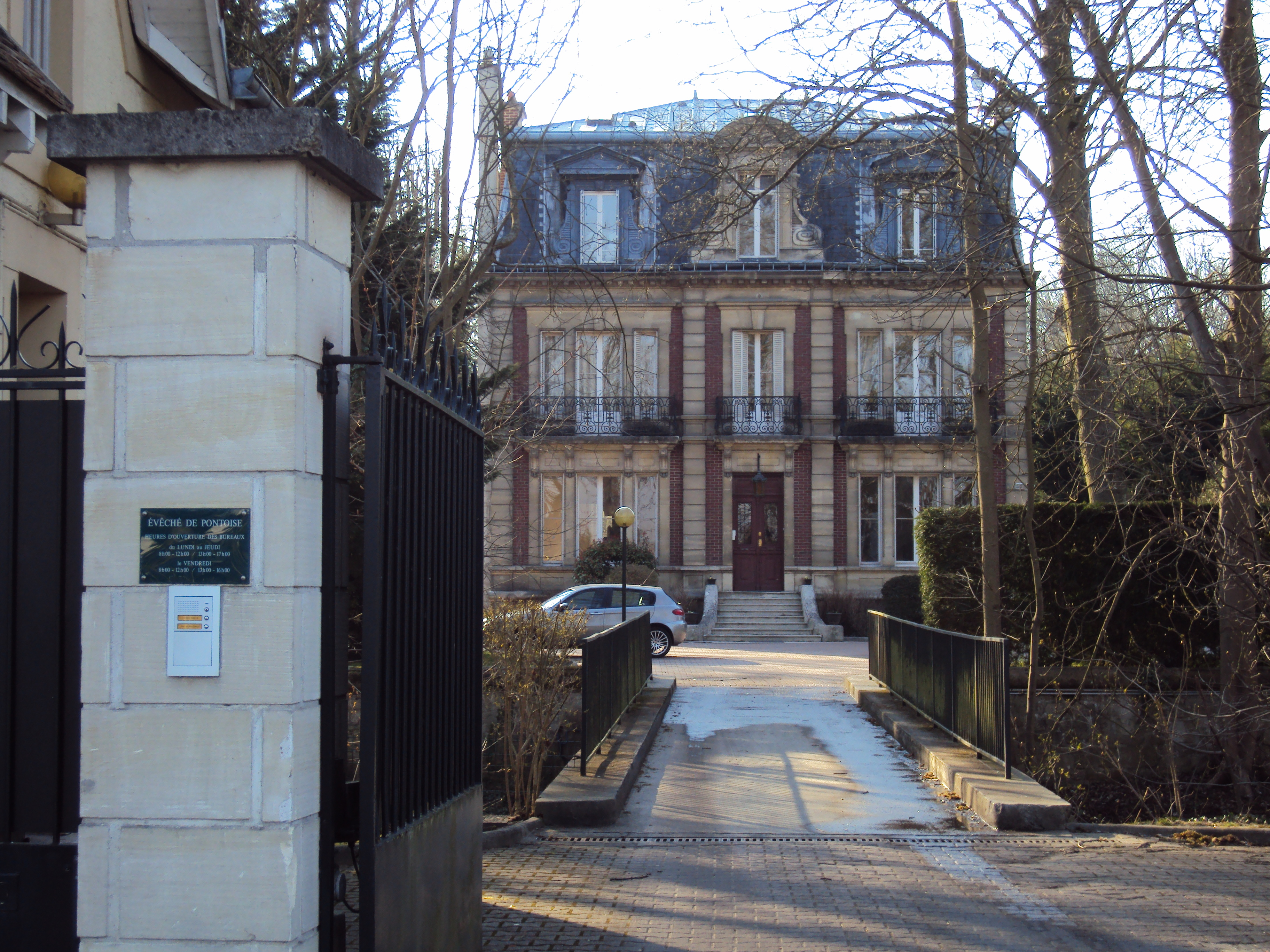
Palazzo episcopale diocesano.
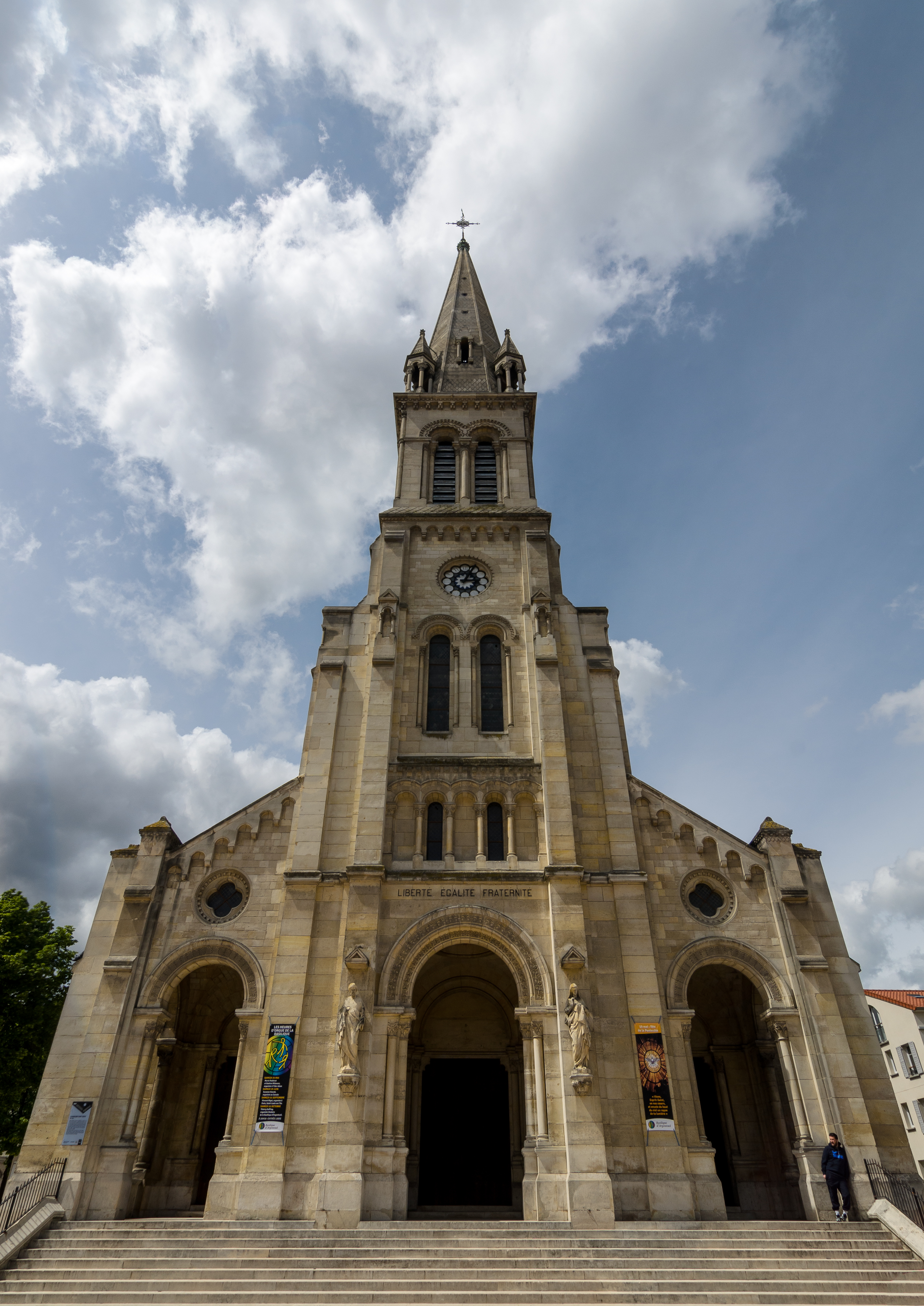
La basilica minore di San Dionigi ad Argenteuil.
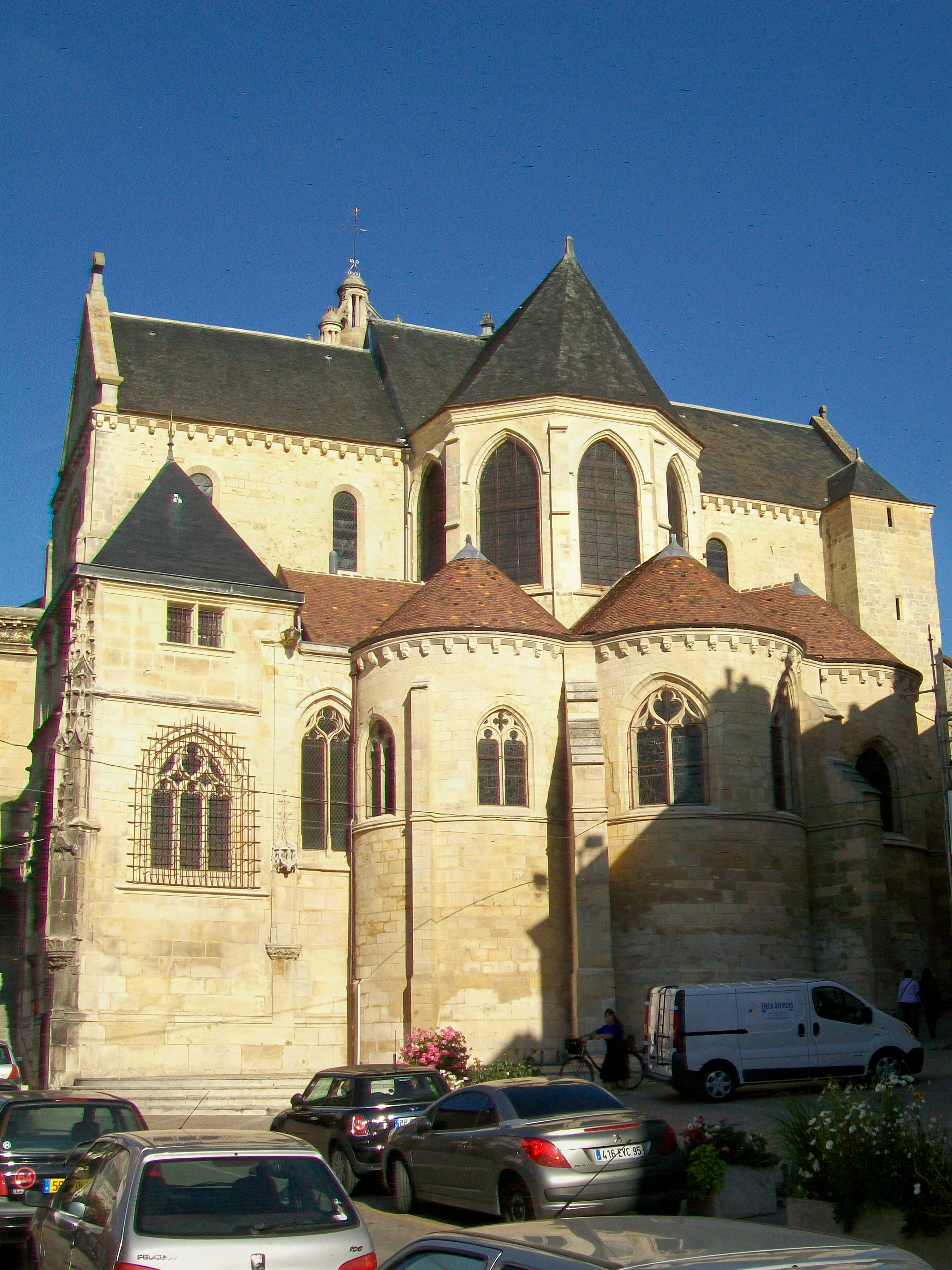
Cattedrale di Saint-Maclou: veduta absidale.
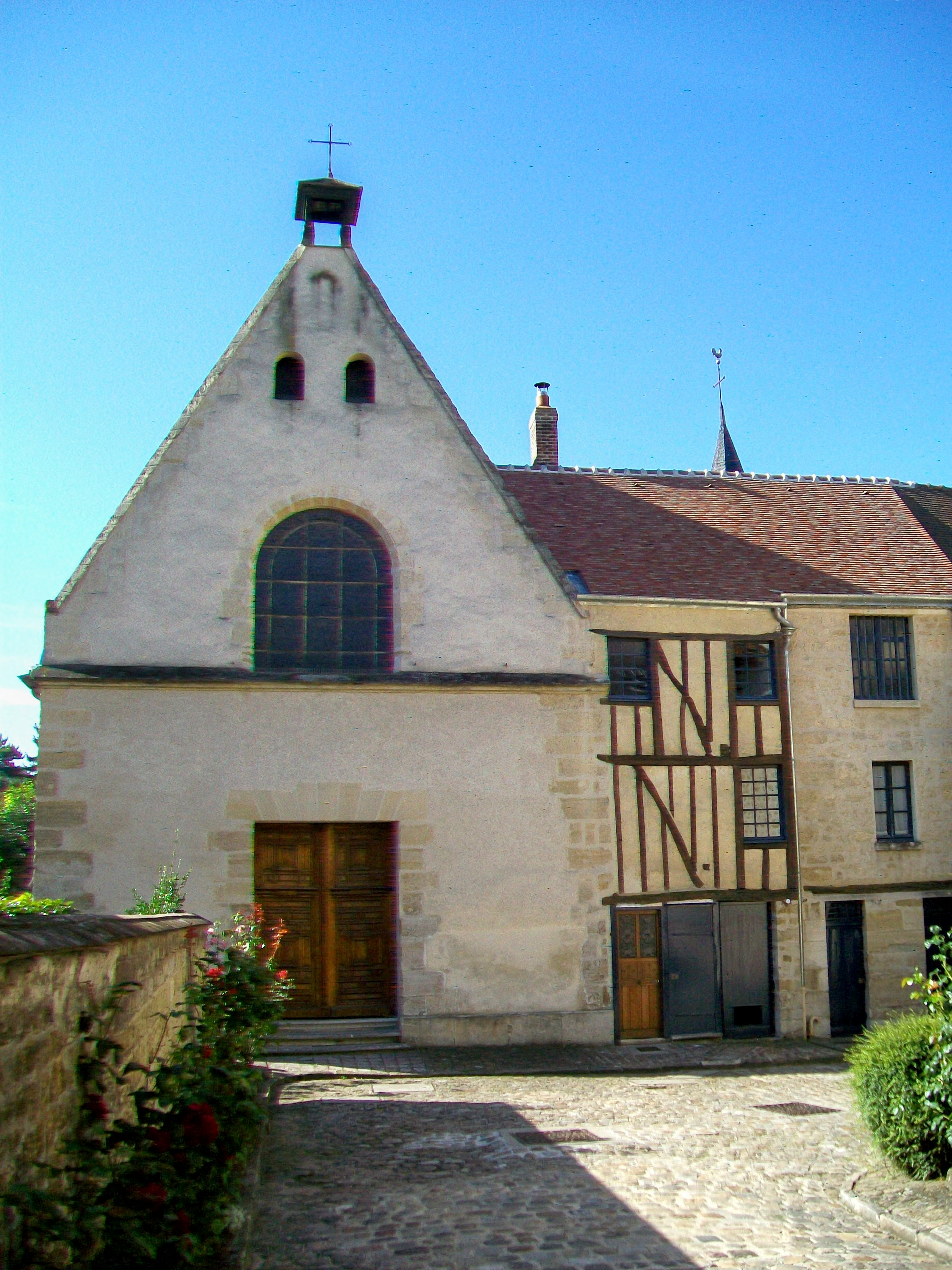
La chiesa del Carmelo di Pontoise, consacrata nel 1610.